# أوسكار تافيراس
أوسكار تافيراس (بالإنجليزية: Oscar Taveras)‏ (و. 1992 – 2014 م)هو لاعب كرة القاعدة من جمهورية الدومينيكان .

## روابط خارجية
- أوسكار تافيراس على موقع دوري كرة القاعدة الرئيسي (الإنجليزية)
- أوسكار تافيراس على موقعبيزبول رفرنس.كوم (الدوري الرئيسي) (الإنجليزية)
- أوسكار تافيراس على موقعبيزبول رفرنس.كوم (الدوري الثانوي) (الإنجليزية)
- أوسكار تافيراس على موقع إي إس بي إن.كوم (أم.أل.بي) (الإنجليزية)
- أوسكار تافيراس على موقع مشجعي الرسوم البيانية (الإنجليزية)